# Hemiandrus
Hemiandrus — рід прямокрилих комах родини Anostostomatidae.

## Поширення
Ендеміки Нової Зеландії. Поширені на Північному та Південному островах і деяких офшорних островах. Мешкають у відкритих лісах, луках, полях та садах.

## Опис
Коники великі або середнього розміру, завдовжки 12-45 мм, вагою 1-3 г. У них відсутний тимпан, а звук вони відчувають поверхнею тіла.

## Спосіб життя
Нічні комахи. Вдень переховуються у земляних норах, вхід до яких закривають пробкою. Живляться травою та фруктами, але H. maculifrons живиться виключно дрібними безхребетними, а H. maia є всеїдним, який їсть фрукти та безхребетних.

## Види
- Hemiandrus anomalus Salmon, 1950
- Hemiandrus bilobatus Ander, 1938
- Hemiandrus brucei Taylor Smith, Trewick & Morgan-Richards, 2016
- Hemiandrus celaeno Trewick, Taylor-Smith & Morgan-Richards 2020
- Hemiandrus electra Taylor Smith, Morgan-Richards & Trewick, 2013
- Hemiandrus fiordensis (Salmon, 1950)
- Hemiandrus focalis (Hutton, 1897)
- Hemiandrus jacinda Trewick, 2021
- Hemiandrus lanceolatus (Walker, 1869)
- Hemiandrus luna Taylor Smith, Trewick & Morgan-Richards, 2016
- Hemiandrus maculifrons (Walker, 1869)
- Hemiandrus maia Taylor Smith, Morgan-Richards & Trewick, 2013
- Hemiandrus merope Trewick, Taylor-Smith & Morgan-Richards 2020
- Hemiandrus nitaweta Jewell, 2007
- Hemiandrus nox Taylor Smith, Trewick & Morgan-Richards, 2016
- Hemiandrus pallitarsis (Walker, 1869)
- Hemiandrus sterope Trewick, Taylor-Smith & Morgan-Richards 2020
- Hemiandrus subantarcticus (Salmon, 1950)
- Hemiandrus superba Jewell, 2007
- Hemiandrus taygete Trewick, Taylor-Smith & Morgan-Richards 2020